# Austrálie na Letních olympijských hrách 2024
Austrálie byla na Letních olympijských hrách 2024 čtvrtou nejúspěšnější zemí. Austrálie opouštěla hry s 18 zlatými medailemi, což je nejlepší výsledek země.

## Medailisté

### Zlatá medaile
| Jméno | Sport         | Medaile       |
| --- | ------------- | ------------- |
| 27. červenec                                                                                                   |               |               |
| Grace Brownová                                                                                                 | Cyklistika    | Zlatá medaile |
| Ariarne Titmusová                                                                                              | Plavání       | Zlatá medaile |
| Bronte Campbellová Meg Harrisová Shayna Jacková Emma McKeownová Mollie O'Callaghanová Olivia Wunschová         | Plavání       | Zlatá medaile |
| 28. červenec                                                                                                   |               |               |
| Jessica Foxová                                                                                                 | Kanoistika    | Zlatá medaile |
| 29. červenec                                                                                                   |               |               |
| Mollie O'Callaghanová                                                                                          | Plavání       | Zlatá medaile |
| 30. červenec                                                                                                   |               |               |
| Kaylee McKeownová                                                                                              | Plavání       | Zlatá medaile |
| 31. červenec                                                                                                   |               |               |
| Jessica Foxová                                                                                                 | Kanoistika    | Zlatá medaile |
| 1. srpen |               |               |
| Shayna Jacková Mollie O'Callaghanová Jamie Perkinsová Lani Pallisterová Brianna Throssellová Ariarne Titmusová | Plavání       | Zlatá medaile |
| 2. srpen |               |               |
| Cameron McEvoy                                                                                                 | Plavání       | Zlatá medaile |
| Kaylee McKeownová                                                                                              | Plavání       | Zlatá medaile |
| Saya Sakakibaraová                                                                                             | Cyklistika    | Zlatá medaile |
| 3. srpen |               |               |
| Matthew Ebden John Peers                                                                                       | Tenis         | Zlatá medaile |
| 5. srpen |               |               |
| Noemie Foxová                                                                                                  | Kanoistika    | Zlatá medaile |
| 6. srpen |               |               |
| Arisa Trewová                                                                                                  | Skateboarding | Zlatá medaile |
| 7. srpen |               |               |
| Matthew Wearn                                                                                                  | Jachting      | Zlatá medaile |
| Keegan Palmer                                                                                                  | Skateboarding | Zlatá medaile |
| Oliver Bleddyn Kelland O'Brien Sam Welsford Connor Leahy                                                       | Cyklistika    | Zlatá medaile |
| Nina Kennedyová                                                                                                | Atletika      | Zlatá medaile |

### Stříbrná medaile
| Jméno | Sport         | Medaile          |
| --- | ------------- | ---------------- |
| Elijah Winnington | Plavání       | Stříbrná medaile |
| Jack Cartwright Kyle Chalmers Flynn Southam Kai Taylor William Yang                                                                          | Plavání       | Stříbrná medaile |
| Chris Burton | Jezdectví     | Stříbrná medaile |
| Ariarne Titmusová | Plavání       | Stříbrná medaile |
| Kyle Chalmers | Plavání       | Stříbrná medaile |
| Zac Stubblety-Cook | Plavání       | Stříbrná medaile |
| Grae Morris | Jachting      | Stříbrná medaile |
| Ariarne Titmusová | Plavání       | Stříbrná medaile |
| Nicola Olyslagersová | Atletika      | Stříbrná medaile |
| Mag Harrisová | Plavání       | Stříbrná medaile |
| Iona Andersenová Mag Harrisová Emma McKeownová Kaylee McKeownová Mollie O'Callaghanová Alexandria Perkinsová Jenna Strauchová Ella Ramsayová | Plavání       | Stříbrná medaile |
| Jack Robinson | Surfing       | Stříbrná medaile |
| Moesha Johnsonová | Plavání       | Stříbrná medaile |
| Riley Fitzsimmons Pierre van der Westhuyzen Jackson Collins Noah Havard                                                                      | Kanoistika    | Stříbrná medaile |
| Maddison Keeneyová | Skoky do vody | Stříbrná medaile |
| Matthew Richardson | Cyklistika    | Stříbrná medaile |
| Australská ženská reprezentace ve vodním pólu                                                                                                | Vodní pólo    | Stříbrná medaile |
| Jessica Hullová | Atletika      | Stříbrná medaile |
| Matthew Richardson | Cyklistika    | Stříbrná medaile |

### Bronzová medaile
| Jméno | Sport             | Medaile          |
| --- | ----------------- | ---------------- |
| Maximillian Guilani Zac Incerti Thomas Neill Flynn Southam Kai Taylor Elijah Winnington                                              | Plavání           | Bronzová medaile |
| Natalya Diehmová | Cyklistika        | Bronzová medaile |
| Penny Smithová | Sportovní střelba | Bronzová medaile |
| Jemima Montagová | Atletika          | Bronzová medaile |
| Jessica Morrisonová Annabelle McIntyreová                                                                                            | Veslování         | Bronzová medaile |
| Kaylee McKeownová | Plavání           | Bronzová medaile |
| Iona Andersenová Kyle Chalmers Emma McKeownová Kaylee McKeownová Mollie O'Callaghanová Zac Stubblety-Cook Joshua Yong Matthew Temple | Plavání           | Bronzová medaile |
| Eleanor Petersonová | Atletika          | Bronzová medaile |
| Matthew Glaetzer Leigh Hoffman Matthew Richardson                                                                                    | Cyklistika        | Bronzová medaile |
| Jemima Montagová Rhydian Cowley | Atletika          | Bronzová medaile |
| Matthew Denny | Atletika          | Bronzová medaile |
| Charlie Senior | Box               | Bronzová medaile |
| Caitlin Parkerová | Box               | Bronzová medaile |
| Jean van der Westhuyzen Thomas Green                                                                                                 | Kanoistika        | Bronzová medaile |
| Australská ženská basketbalová reprezentace                                                                                          | Basketbal         | Bronzová medaile |
| Matthew Glaetzer | Cyklistika        | Bronzová medaile |